# Associació Europea d'Estudiants d'Aeronàutica
L'Associació Europea d'Estudiants d'Aeronàutica, EUROAVIA, és una iniciativa d'estudiants a escala europea que té com a base els estudis en el camp aeronàutic, aeroespacial i temes relacionats. EUROAVIA fou fundada l'any 1959 i actualment es regeix per la llei neerlandesa. Avui dia l'associació està formada per 33 grups locals a 17 estats europeus – amb un total de 1300 membres.
Els objectius d'Euroavia radiquen en enfortir els llaços entre els estudiants i la indústria aeronàutica així com estimular lintercanvi entre les diferents cultures dels membres existents en l'associació. A més a més, l'associació vol crear una major consciència del potencial dels estudiants d'aeronàutica i la importància que representa aquesta societat a nivell internacional.
Els membres de l'associació organitzen constantment reunions internacionals, workshops i simposis. Els membres d'EUROAVIA es reuneixen anualment en dues reunions generals i en un taller. Tanmateix l'esdeveniment més reconegut de l'associació és el "Design Workshop".

## Història

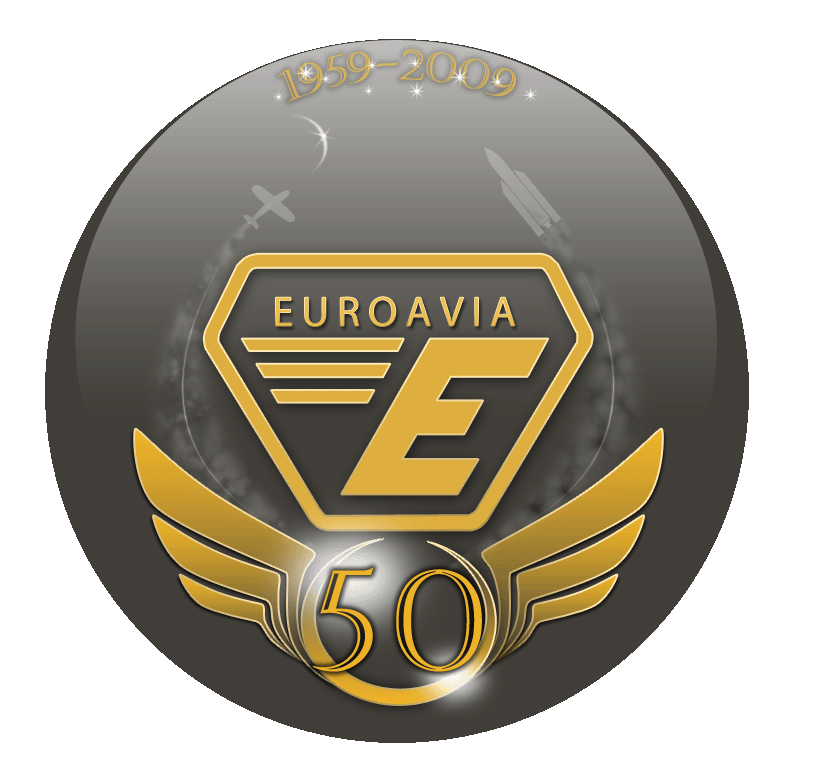
Logotip del 5oè aniversari d'EUROAVIA

A la ciutat d'Aquisgrà, l'any 1956, un grup d'estudiants es van adonar de la inestable situació de la indústria aeronàutica i aeroespacial degut a la falta de cooperació amb altres grans sectors econòmics. La solució va ser trobada després de llargues discussions entre els estudiants procedents d'Alemanya, França i els Països Baixos i va ser declarada com "Una bona cooperació de la indústria aeronàutica i aeroespacial dels diferents països, que pot resultar en una indústria potent“. Llavors la intenció d'aquest grup estar determinada: “Unir tots els estudiants europeus d'aeronàutica pot ajudar a realitzar aquesta cooperació europea".
Va començar un intercanvi fluid entre professors d'aeronàutica de Bèlgica, França i dels Països Baixos. Les següents frases van ser la introducció:
“Els països sols no poden subministrar els recursos necessaris per desenvolupar la indústria aeronàutica i aeroespacial en un futur. Així doncs, és de vital importància solucionar tots junts els emocionants problemes i reptes a través de la cooperació entre les organitzacions civils i militars en política, investigació i forces armades així com en les universitats dels països europeus".
Només els estudiants de París i Delft van respondre tot i que s'havia demanat als professors d'informar als estudiants sobre les intencions d'establir una associació europea. Per tant, el primer pas es va donar creuant fronteres! En el primer semestre del 1958 el grup d'Aquisgrà havia reunit 14 estudiants actius i motivats en el projecte. Els contactes personals van començar amb la visita d'estudiants de França i dels Països Baixos. Nous contactes van ser establerts durant la visita a França, Itàlia i Països Baixos.
Durant una d'aquestes trobades un "comitè provisional" fou fundat. El seu objectiu consistia a organitzar una assemblea constituent per a la fundació de la prevista associació anomenada "EUROAVIA". Entre el 22 i 28 de setembre del 1958, membres de les universitat d'Aquisgrà, Delft, París i Pisa van discutir sobre els objectius i l'organització d'EUROAVIA. El resultat d'aquesta trobada va ser la invocació de l'assemblea constituent d'EUROAVIA a Aquisgrà des del 9 fins al 17 de març del 1959.
Els dies entre aquests dos esdeveniments van estar plens de feina, dificultats i esperances. No va resultar fàcil convèncer la gent que la seva ajuda seria important per ajudar dissenyar el futur de la indústria aerospacial.
Suplents d'Aquisgrà, Berlín, Braunschweig, Delft, E.N.S.A. París, E.N.I.C.A. París, Milà, Pisa, Stuttgart i Torí van ser presentats a l'Assemblea Constituient. En total eren 30 estudiants procedents de 10 universitats de 4 països diferents. Els estatuts foren presentats i acceptats el dilluns 16 de marc de 1959. Oficialment, la constitució d'EUROAVIA va ser l'1 de maig del 1959.
El grup d'Aquisgrà va formar la Junta Internacional (International Board) d'EUROAVIA (comitè central) durant el primer any. Jean Roeder fou el 1r president d'EUROAVIA. El seu somni es va fer realitat, ja que EUROAVIA havia estat formada. Els objectius del comitè central van consistir a crear contactes amb la indústria i amb el públic en general, així com exportar els objectius d'EUROAVIA cap a altres països europeus.

## Estructura
Actualment, l'estructura d'EUROAVIA consta de tres pilars fonamentals: La Junta Internacional, Associacions Afiliades i Grups de Treball. La Junta Internacional (IB, segons les sigles en anglès) representa EUROAVIA a un nivell europeu. La IB és elegida durant l'anual EMEAC (Electoral Meeting of the EUROAVIA Congress), que normalment se celebra a l'abril o maig. Els elegets formen la Junta Designada Internacional (DIB, segons les sigles en anglès) preparant un pla de negocis i finances abans de subsitituir la feina dels seus predecessors a l'AMEAC (Annual Meeting of the EUROAVIA Congress) a l'octubre. Els estudiants dels grups locals participen formant aquests dos congressos.
S'han establert alguns Grups de Treball (WG, segons les sigles en anglès) que serveixen per als projectes específics de llarga durada. Tenen autonomia de decisió, financera i han d'informar al congrés d'EUROAVIA. Alguns grups estan formats sobre una base permanent.

### Junta Internacional (IB)
La Junta Internacional és el cap de l'associació en nivell europeu. Ella, supervisa les activitats internacionals de les associacions, coordina els Grups de Treball (WG), controla els pressupostos i és la responsable de totes les relacions externes de l'associació en terreny internacional. La Junta Internacional consisteix normalment en 5 membres. És liderada pel "President" amb suport del "Secretari", el "Tresorer" i dos "Membres Executius".

### Associacions Afiliades

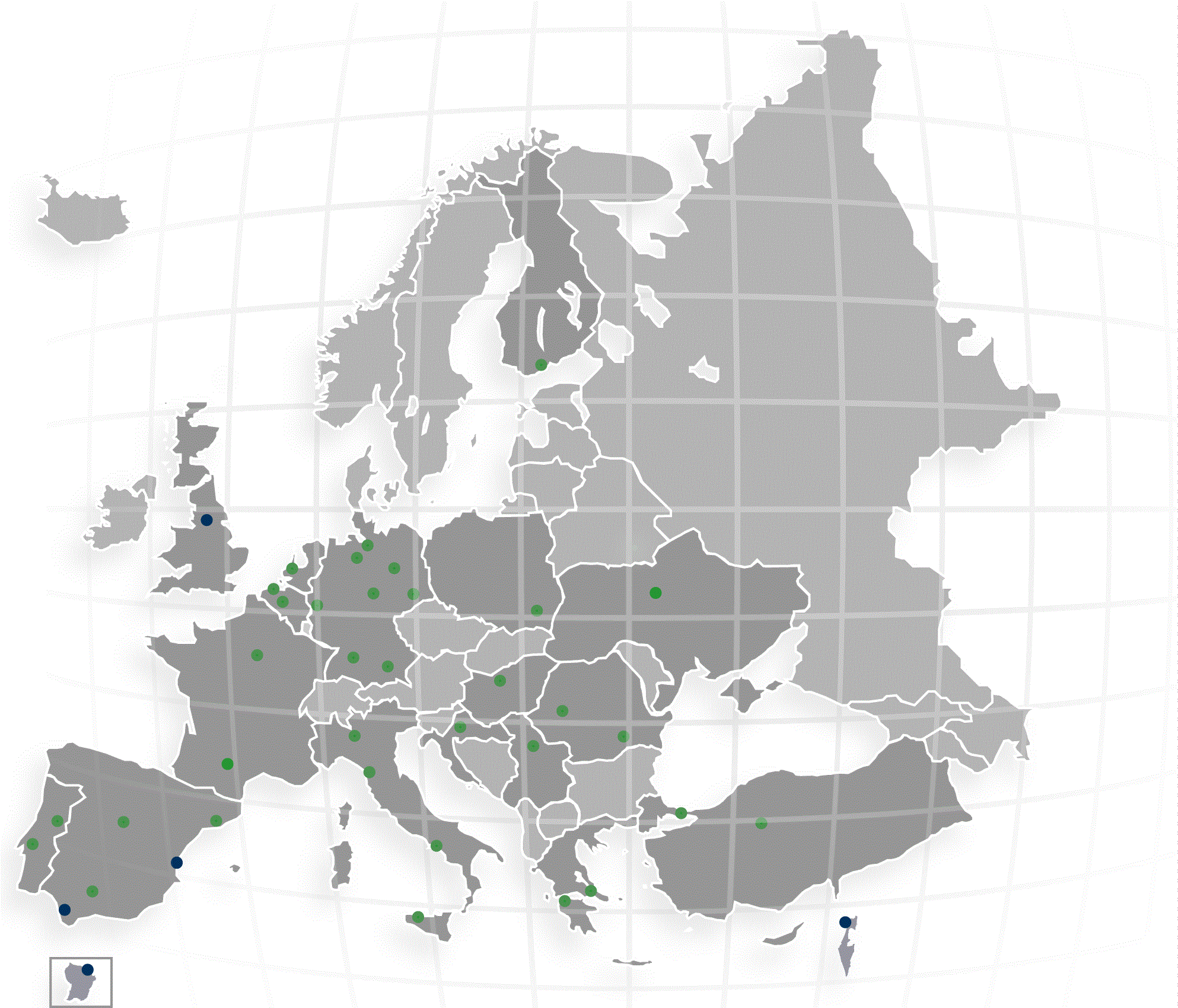
Països i ciutats amb grups locals d'EUROAVIA

Els 33 grups locals en 17 països europeus actuen independentment en les seves activitats i normalment estan connectats amb la seva universitat.
Existeixen grups locals a Aquisgrà, Ankara, Atenes, Belgrad, Braunschweig, Bremen, Bucarest, Budapest, Castelldefels, Delft, Dresden, Hamburg, Hèlsinki, Istanbul, Kíev, Leuven, Lisboa, Milà, Múnic, Nàpols, Palerm, París, Patras, Pisa, Rzeszów, Stuttgart, Terrassa, Tolosa, Torí i Zagreb.
Els grups locals de Cluj-Napoca, Covilha, València i Cadis estan actualment amb el títol de Possible Associació Afiliada (PAS, segons les sigles en anglès), que indica que estan en procés d'unir-se a l'associació.
| Països        | Universitats |
| ------------- | --- |
| Alemanya      | Universitat de Tecnologia RWTH d'Aachen, Universitat de Tecnologia de Braunschweig, Universitat de Ciències Aplicades de Bremen, Universitat de Tecnologia de Dresden, Universitat de Tecnologia d'Hamburg, Universitat Tècnica de Múnic, Universitat de Stuttgart |
| Bèlgica       | Katholieke Universiteit Leuven |
| Croàcia       | Universitat de Zagreb |
| Espanya       | Universitat Politècnica de Catalunya, Escola d'Enginyeria de Telecomunicació i Aeroespacial de Castelldefels, Escola Tècnica Superior d'Enginyeries Industrial i Aeronàutica de Terrassa, Universitat Politècnica de Madrid, Universitat de Sevilla                |
| Finlàndia     | Universitat de Tecnologia d'Helsinki |
| França        | EPF - École d'ingénieurs, Institut Supérieur d'Aéronautique et de l'Espace |
| Grècia        | Universitat Politècnica Nacional d'Atenes, Universitat de Patres |
| Hongria       | Universitat de Tecnologia de i Economia de Budapest |
| Itàlia        | Politecnico di Milano, Universitat de Nàpols Frederic II, Universitat de Palermo, Universitat de Pisa, Politecnico di Torino |
| Països Baixos | Universitat Tècnica de Delft |
| Polònia       | Universitat de Tecnologia de Rzeszów |
| Portugal      | Universitat Tècnica de Lisboa, Universitat de Beira Interior |
| Romania       | Universitat Politècnica de Bucarest, Universitat Tècnica de Cluj-Napoca |
| Sèrbia        | Universitat de Belgrad |
| Turquia       | Universitat Tècnica d'Istanbul Technical University, Universitat Tècnica de l'Orient Mitjà, |
| Ucraïna       | Universitat Tècnica Nacional d'Ucraïna “Institut Politècnic de Kíev” |

Antics grups locals d'EUROAVIA ja desapareguts: Berlín, Londres, Southampton, Haarlem, Estocolm, Viena, Haifa i Varsòvia.

### Grups de Treball (WG)
Per assegurar les funcions dins d'aquesta associació tan gran els Grups de Treball d'EUROAVIA atenen diferents àrees.

#### EUROAVIA News
La publicació quadrimestral de l'associació s'anomena EUROAVIA News. Un Grup de Treball permanent pertanyent al grup local de Delft s'encarrega de publicar-la. Conté els informes locals, notícies industrials i articles tècnics. S'ha de veure com el medi oficial de comunicació exterior així com un preciat recurs per a notícies tècniques i informes d'esdeveniments interns.
Cada membre i les empreses patrocinadores reben la publicació.

#### Newsletter
És un instrument de comunicació interna publicat mensualment i proporciona a tots els membres els temes interns en curs i les notícies sobre els grups locals, els Grups de Treball (WG) i de l'associació en general. Es distribueix digitalment i brinda l'oportunitat a cada membre d'expressar-se individualment.

#### EUROAVIA Young Engineers (EYE)
L'EYE és un Grup de Treball de l'associació que recopila permanentment oportunitats de pràctiques i recursos educatius i els exposa en una base de dades, accessible per tots els visitants del web. A més a més, s'està ampliant per donar l'oportunitat de presentar el CV i sol·licituds per tal que les empreses ho vegin com un medi per contractar als usuaris en benefici per ambdues parts.- els usuaris tenen un lloc ple de possibilitats educacionals en el món aerospacial, així com possibilitats laborals i les companyies tenen un grup paritari d'enginyers ben qualificats.

#### EUROAVIA Alumni Network (EAN)
Aquesta xarxa, formada per antics membres proactius d'EUROAVIA, està en contacte amb l'associació mitjançant l'Alumni Working Group, que crea i manté contactes amb els antics membres ja graduats de l'associació. S'estan avaluant diferents conceptes sobre com els "Alumni" poden contribuir i l'associació pot oferir. Properament seran establerts per assegurar que la capacitat dels membres provinents dels 50 anys d'història creï una xarxa profitosa més enllà del tems estudiantil.

#### Relacions Públiques
El Public Relations WG (PRWG segons les sigles en anglès) s'encarrega de mantenir una comunicació corporativa ens les associacions, així com amb les terceres parts, és a dir, empreses patrocinadores, institucions, universitats, altres ONG i amb els mitjans de comunicació. El PRWG és el Grup de Treball més jove d'EUROAVIA, ja que fou fundat durant l'EMEAC 2008 a Rzeszow.

#### Air Show
Al participar EUROAVIA tradicionalment en els festivals aeris més importants d'Europa, Paris Air Show a Le Bourget i ILA a Berlín, l'Air Show Working Groups s'encarrega d'organitzar la presència de l'organització en aquests esdeveniments, incloent els aspectes com l'estand i coordinació dels membres.
L'any 2009, EUROAVIA va participar per primer cop a l'AERO a Friedrichshafen.

#### Central Archive (CA)
Totes les publicacions, tant digitals com impreses, de l'associació són arxivades pel Permanent Working Group en un arxiu digital, en un servidor allotjat a Delft, i en format imprès a Aquisgrà. L'accessibilitat de la versió digital de l'arxiu brinda la possibilitat a tots els membres d'intercanviar i utilitzar tots els arxius necessaris per la seva feina a nivell local, internacional o privat.

#### Information Technology (IT)
Un grup de membres experimentats i motivats asseguren que el web de l'associació estigui sempre actualitzat i que la comunicació digital (fòrums, correus electrònics...) funcionin sempre correctament.

## Activitats
Els membres de l'organització organitzen constantment reunions internacionals, tallers i simposiums. A més a més, els membres d'EUROAVIA es reuneixen regularment als dos congressos generals i a un taller anual. L'esdeveniment més reconegut de l'associació és el Design Workshop.

### Congressos (EMEAC i AMEAC)
Dos cops a l'any l'associació es reuneix en congressos interns. Normalment es desenvolupen dins una setmana de la qual 4 dies són de reunions.
L'EMEAC (Electoral Meeting of the EUROAVIA Congress) és acollit durant la primavera per una Associació Afiliada. Juntament amb els temes actuals i decisions de l'associació el programa també conté discussions i l'elecció de la Junta Designada Internacional (DIB, en les sigles en anglès) que treballarà al capdavant de l'associació a partir de la tardor.
L'AMEAC (Annual Meeting of the EUROAVIA Congress), en la tardor, es basa en la construcció de la Junta Internacional (IB) així com dona l'oportunitat de discutir i votar totes les qüestions pendents de l'assocaició.
Els dos congressos s'estableixen durant l'exercici econòmic d'EUROAVIA i és tasca de la Junta Internacional de trobar l'AS que allotgi l'esdeveniment així com preparar i dirigir totes les reunions i debats.

### Design Workshop (DeWo)
| EUROAVIA Design Workshops | EUROAVIA Design Workshops |
| Year                      | Industrial Partner        |
| ------------------------- | ------------------------- |
| 1991                      | Dornier                   |
| 1992                      | ESA/ESTEC                 |
| 1994                      | Aerospatiale              |
| 1995                      | ESA/ESTEC                 |
| 1997                      | Rolls-Royce               |
| 1999                      | British Aerospace         |
| 2001                      | Carlo Gavazzi Aerospace   |
| 2004                      | British Aerospace         |
| 2005                      | AgustaWestland            |
| 2006                      | ESA                       |
| 2007                      | Rolls-Royce               |

Amb caràcter bianual un equip de membres de l'associació crea, juntament amb una companyia de suport i opcionalment un amfitrió universitari, un taller de tres setmanes basat en un disseny preliminar.
Uns mesos abans de l'esdeveniment, que normalment té lloc durant l'estiu, s'obra un concurs de dissenys per tots els estudiants interessats, independentment siguin membres o no.
En aquest concurs, s'ha d'entreegar un breu document sobre un determinat tema que serà avaluat per un jurat relacionat amb el temari del taller, ambdós professors d'universitat o professionals procedents de la companyia.
Després que el concurs es tanqui, els membres són invitats a participar en el taller i ser guiats per professors experimentats de cara a estar preparats pel treball en el disseny pràctic del tema donat. Al final són presentats un o més dissenys preliminars i aquests formen la base per seguir endavant amb l'empresa d'acollida.
A més a més de l'experiència tècnica, els participants es poden conèixer millor així com els voltants de la seva ciutat.
Normalment aquest esdeveniment, que està organitzat per un Grup de Treball de l'associació, és capaç d'oferir, a part del taller i de les tres setmanes programades, cobertura econòmica per la majoria de les despeses (excepte el cost del viatge).

### Formation Workshop (FoWo)
El Formation Workshop és un esdeveniment intern d'EUROAVIA encarat a millorar la qualitat de les operacions d'EUROAVIA. Ja sigui en l'organització d'esdeveniments internacionals, mantenint una junta local, o motivant als membres per ser més actius. El Formation Workshop és la prova que EUROAVIA és una associació sòlida amb tradició des del 1959 però decidida en no adormir-se.

### Simposium
Comparat amb un Fly-In, un simposium que dura una setmana amb 30 participants, se centra més en un tema tècnic. Es realitzen conferències i tallers pràctics sobre aquest topic que ajuden als estudiants a ampliar la seva experiència.
També es realitzen viatges culturals i visites de camp durant l'esdeveniment.

### Air Cargo Challenge
L'Air Cargo Challenge és una competició dirigida a estudiants universitaris d'enginyeria o ciències i va ser creada per estimular l'interès en el camp aeronàutic així com un medi per posar a prova les seves habilitats.
Per participar en l'Air Cargo Challenge Competition, s'ha de formar un equip de 3 a 6 membres, un pilot i un professor encarregat han de dissenyar, documentar, construir i fer volar un avió radiocontrolat amb la màxima càrrega possible.
L'Air Cargo Challenge ofereix als estudiants universitaris una oportunitat única de desenvolupar un projecte ambiciós i multidisciplinari des del principi fins al final, per posar a prova el seu coneixement i al mateix temps, implica un gran ventall de desafiaments que els estudiants trobaran en la seva futura carrera professional: tècnics, interpersonals, econòmics i terminis estrictes.

### Fly-In
Les reunions de al voltant de 30 membres de l'associació en un grup local s'anomena Fly-In. Aquestes tenen lloc uns quants cops a l'any i normalment duren una setmana. L'Associació Afiliada (AS) responsable utilitza aquest esdeveniment per mostrar als participants el que la seva ciutat pot ofereir i els llocs d'interès industrial. A més a més de les visites de camp. També es dona molta importància a l'intercanvi cultural entre els estudiants i al treball en equip.

### Intercanvi Cultural (CE)
Un Intercanvi Cultural (CE segons les sigles en anglès) brinda l'oportunitat a un grup reduït de membres (10 – 20) d'un grup local de visitar una altra Associació Afiliada que és propera. Normalment es basa en un programa cultural de no més de 4 dies.

## Organitzacions associades
En el marc de l'Informal Forum of International Student Organisations (IFISO), EUROAVIA coopera amb altres organitzacions d'estudians en diverses àrees relatives a la gestió i desenvolupament de les associacions d'estudiants.